# Liste der Kulturdenkmäler in Hoppstädten
In der Liste der Kulturdenkmäler in Hoppstädten sind alle Kulturdenkmäler der rheinland-pfälzischen Ortsgemeinde Hoppstädten aufgeführt. Grundlage ist die Denkmalliste des Landes Rheinland-Pfalz (Stand: 6. September 2022).

## Einzeldenkmäler
| Bezeichnung         | Lage                 | Baujahr | Beschreibung                                                                        | Bild            |
| ------------------- | -------------------- | ------- | ----------------------------------------------------------------------------------- | --------------- |
| Evangelische Kirche | Hauptstraße 29a Lage | 1886/87 | neugotischer Quaderbau, Fassadenturm, 1886/87                                       | Fotos hochladen |
| Rathaus             | Hauptstraße 31a Lage | um 1840 | ehemaliges Rathaus; kleiner, anspruchsvoller sandsteingegliederter Putzbau, um 1840 | Fotos hochladen |